# Швець Юрій Павлович
Юрій Павлович Швець (1902, Полтава — 1972) — радянський художник-кінематографіст, що стояв біля витоків науково-фантастичного живопису.

## Життєпис
Батьком художника був наймит, у сім'ї якого росло шестеро дітей. Юність та початок трудової діяльності майбутнього художника припали на добу Визвольних змагань. Він працював і листоношою, і сторожем, і кур'єром. Пізніше почав працювати учителем. А потім вступив на роботу до драматичного театру-студії «Просвіти», де був актором та декоратором. У 20-ті роки майже одночасно почалося його навчання відразу у двох вишах Києва. У музично-драматичному інституті він навчався вокалу у відомої співачки, професора Олени Муравйової. А у Київському художньому інституті проходив навчання з відділу теорії кіно як кінохудожник-постановник. Після закінчення інституту 1929 року він працював на кіностудії «Українфільм».
У 1931 році художник переселився до Москви, де показав себе як талановитий кінохудожник. Він став художником приблизно п'ятдесяти фільмів, серед яких відомі стрічки: «Георгій Саакадзе», «Великий громадянин», «Загибель „Орла“», «Аршин малий алан» та багато інших. Особливо яскраво його талант проявився у фільмах-казках, на яких виросло кілька поколінь дітей: «Золотий ключик», «Нові пригоди Кота в чоботях», «Таємниця гірського озера». У 1935 році на екрани вийшов перший у світі ляльковий фільм «Новий Гулівер», де Ю. Швець був художником. Саме він «винайшов» ту техніку, яку застосували ліліпути, які зіткнулися з Гулівером.
Швець став головним художником фільму «Космічний рейс», робота над яким почалася в 1934 році. Разом із режисером фільму Василем Журавльовим вони неодноразово їздили до Костянтина Ціолковського, який став головним консультантом фільму Ескізи космічної ракети, скафандрів та іншої фантастичної техніки створювалися під керівництвом вченого. У цих ескізах, які Швець привозив показувати до Калуги, Ціолковського «цікавило абсолютно все: колір неба навколо Місяця, колір немиготливих зірок, рух тіней та їхня густота, положення Сонця та Землі на небі Місяця, оскільки у фільмі йшлося про те, як потрапляє людина на планету і що робить на Місяці». Підсумком цієї роботи була похвала вченого, котрий зазначив, що конструкції, створені художником «за всіма законами механіки, техніки, правильні».
З того часу «космос став головною темою художника», а сам художник сьогодні вважається основоположником науково-фантастичного (космічного) живопису в СРСР. Серед його полотен «Космодром на Місяці» (1958), «На Марсі. Зустріч двох світів» (1961), «Поточний ремонт. Зоряна служба», «Місяць. Океан Бур. Проспект ім. Гагаріна. 1996». Ряд його картин з'явилися на світ, завдяки тим ескізам, які він робив, працюючи над фільмами про космос. Його ескізи до фільму «Небо кличе» в 1963 придбала американська компанія, а перемонтовані кадри з самого фільму були взяті в американську кінострічку «Битва за межами Сонця».
В 1972 художник загинув в автомобільній катастрофі.
У 1981 році журнал «Техніка — молоді», аналізуючи витоки науково-фантастичного живопису (космічного мистецтва), писав:
|  | Створені Ю. П. Швецем, його сучасниками і послідовниками твори відкрили перед радянським і світовим образотворчим мистецтвом нову, космічну дорогу. Наші нащадки з третього тисячоліття, ймовірно, знайдуть у них одне з яскравих свідоцтв початку нового етапу розвитку світової культури, що кинулася в безкраї простори і часи. |

Швець зробив оформлення таких фільмів, як:
- Космічний рейс (1935)
- Новий Гулівер (1935)
- Небо кличе (1959)
- Всесвіт (1951)
- Місяць (1965)
- Марс (1968)